# Николай (Пачуашвили)
Митрополи́т Никола́й (груз. მიტროპოლიტი ნიკოლოზი, в миру Паата Гивиевич Пачуашвили, груз. პაატა გივის ძე ფაჩუაშვილი; 10 февраля 1961, Тбилиси) — епископ Грузинской православной церкви, митрополит Ахалкалакский и Кумурдойский, управляющий грузинскими приходами в Южной Америке.

## Биография
В 1968—1978 годах обучался в средней школе № 55, после окончания которой поступил на физический факультет Тбилисского университета.
В 1985 году окончил Московский государственный университет, а в 1992 году — Тбилисскую духовную академию.
30 сентября 1990 года рукоположён во диакона, в 1991 году — во иерея.
В 1991—1996 годах — протоиерей тбилисского Метехского храма.
24 марта 1996 года был пострижен в монашество, на следующий день был возведён в сан архимандрита, а 29 марта — рукоположён во епископа Цагерского и Сванетского Грузинской православной церкви.
С 14 ноября 1997 года — епископ Ахалцихский.
8 октября 1998 года назначен епископом Бодбийским.
28 ноября 2000 года возведён в сан архиепископа.
12 февраля 2001 года посетил Свято-Троицкий монастырь РПЦЗ в Джоржанвилле, где показал два снятых им документальных фильма, посвящённых возрождению православия в Грузии.
15 сентября 2001 года представлял Грузинскую православную церковь на интронизации патриарха Иерусалимского Иринея.
12 октября 2001 года назначен архиепископом Цагерским и Лечхумским.
17 октября 2002 года назначен архиепископом Ахалкалакским и Кумурдойским.
30 сентября 2006 года возведён в сан митрополита.
30 апреля 2009 года Священный синод Грузинской православной церкви определил его также управляющим грузинскими приходами в Южной Америке.
27 декабря 2018 года решением Священного синода титул изменён на «Ахалкалакский, Кумурдойский и Карсский».

## Публикации
- Краткий обзор истории Грузинской Православной Церкви // Ежегодная богословская конференция ПСТГУ, 15-я: Материалы, 2005. — М., 2005. — Т. 2. — С. 14-21.